# Clap Your Hands Say Yeah
Clap Your Hands Say Yeah (abbreviato CYHSY) è il progetto musicale di Alec Ounsworth, attivo dai primi anni del 2000 da e in Filadelfia, USA. 

## Carriera artistica
Nel 2005 pubblicano un album di debutto, omonimo e autoprodotto che riceve numerose attenzioni sui blog specializzati ed in particolare ottiene un 9.0 sul sito indipendente Pitchfork, che gli conferisce anche il titolo di "Best New Music".
Dopo questa recensione la tiratura iniziale del disco viene rapidamente esaurita, e il gruppo è costretto a ristamparlo, mentre la sua fama continua a crescere e David Bowie e David Byrne vengono visti ai loro concerti. Nonostante il successo il gruppo continua a rimanere senza casa discografica negli Stati Uniti, mentre il 3 ottobre 2005 firmano un contratto con l'etichetta inglese Wichita Recordings per la distribuzione del disco in Europa. Al termine del 2005 ricevono dalla rivista Rolling Stone il riconoscimento di "Hot New Band" per il 2005.
Nel 2007 è uscito il loro secondo disco, Some Loud Thunder, nuovamente autoprodotto negli Stati uniti e distribuito dalla Wichita records/V2 in Europa.
Nel settembre 2011 è uscito il terzo disco Hysterical, prodotto da John Congleton. Dopo Only Run (2014) e The Tourist (2017), Alec Ounsworth pubblica New Fragility (2021), lodato come il "più personale e riuscito" album di CYHSY.

## Formazione
- Alec Ounsworth - chitarra, voce

## Discografia
Album in studio
- 2005 - Clap Your Hands Say Yeah
- 2007 -  Some Loud Thunder
- 2011 - Hysterical
- 2014 - Only Run
- 2017 - The Tourist
- 2021 - New Fragility